# 米尔维林
米尔维林（商品名有：Fenprin、Fenpyramine、Miospasm等）是一种含氮有机化合物，化学式C
20H
20N
2，可作为肌肉鬆弛劑，在20世纪下半叶开发。